# アナポリスロイヤルの戦い (1744年)
1744年のアナポリスロイヤルの戦い（1744ねんの-のたたかい、英Siege of Annapolis Royal (1744)）は、ジョージ王戦争における戦闘であり、フランスと同盟インディアンによる、4回のアカディア奪還計画のうちの2つの作戦を指す。

## 歴史的背景
1710年のポートロワイヤルの戦い後に締結されたユトレヒト条約で、フランスはアカディアの大部分をイギリスに割譲した。しかし、アカディアの境界を巡って両者は対立関係となり、フランスはイギリスへの抑止力として、アカディア近辺の防備の強化に着手した。ルイブール要塞もこの時に建設された。一方でイギリスは、アカディア人へ、イギリスと国教会への忠誠を強要し、アカディア人はこれを拒否していた。

## 最初の包囲戦

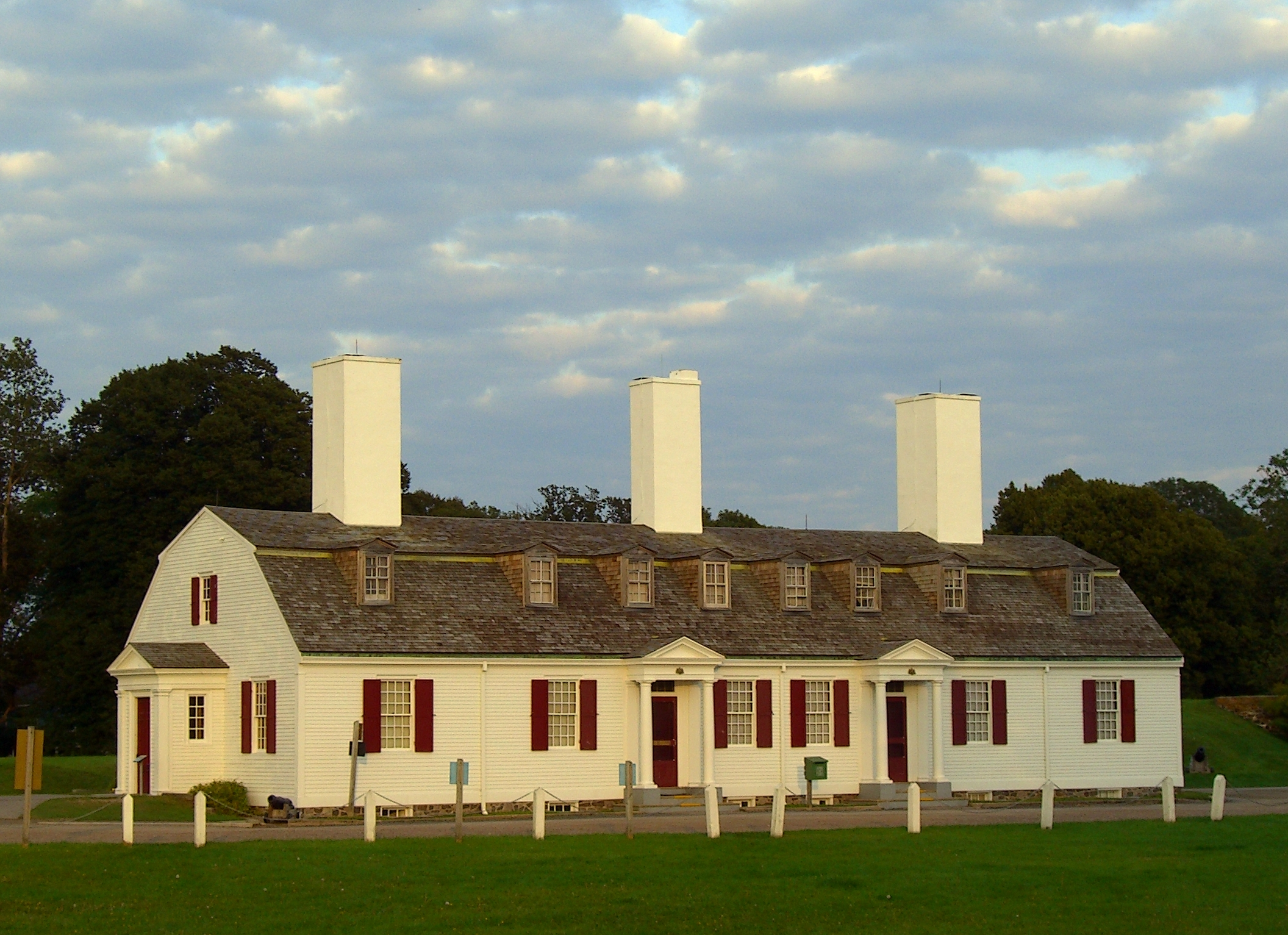
アナポリスロイヤルのアン砦

1740年にオーストリア継承戦争が勃発し、1744年に、北アメリカの英仏植民地同士の戦いが始まった。ヨーロッパの戦況をイギリス植民地よりも早く把握していたヌーベルフランスは、ミクマク族と共にノバスコシアを攻撃した。5月のカンゾ襲撃後、次の戦闘のためにマリシート族やミクマク族といったインディアンたちが結集し、彼らはアナポリスロイヤルを攻撃した。デュヴィヴィエは一旦ルイブールに戻り、7月に再びノバスコシアへ向かって、8月8日にノバスコシア半島の北岸に上陸した。
当時、ノバスコシアにおけるイギリス支配に対して進行しつつあった抵抗活動で、先導的役割を担っていた神父のジャン＝ルイ・ル・ルートルは、300人のミクマク族やマリシート族を召集して、アナポリスロイヤルの中心的砦であるアン砦の前に到着した。1744年7月12日のことだった。アカディア軍は2人の兵士を殺し、3日後、ボストンからのイギリス艦がアナポリスロイヤルに到着したため攻撃は終了した。

## 二度目の包囲戦

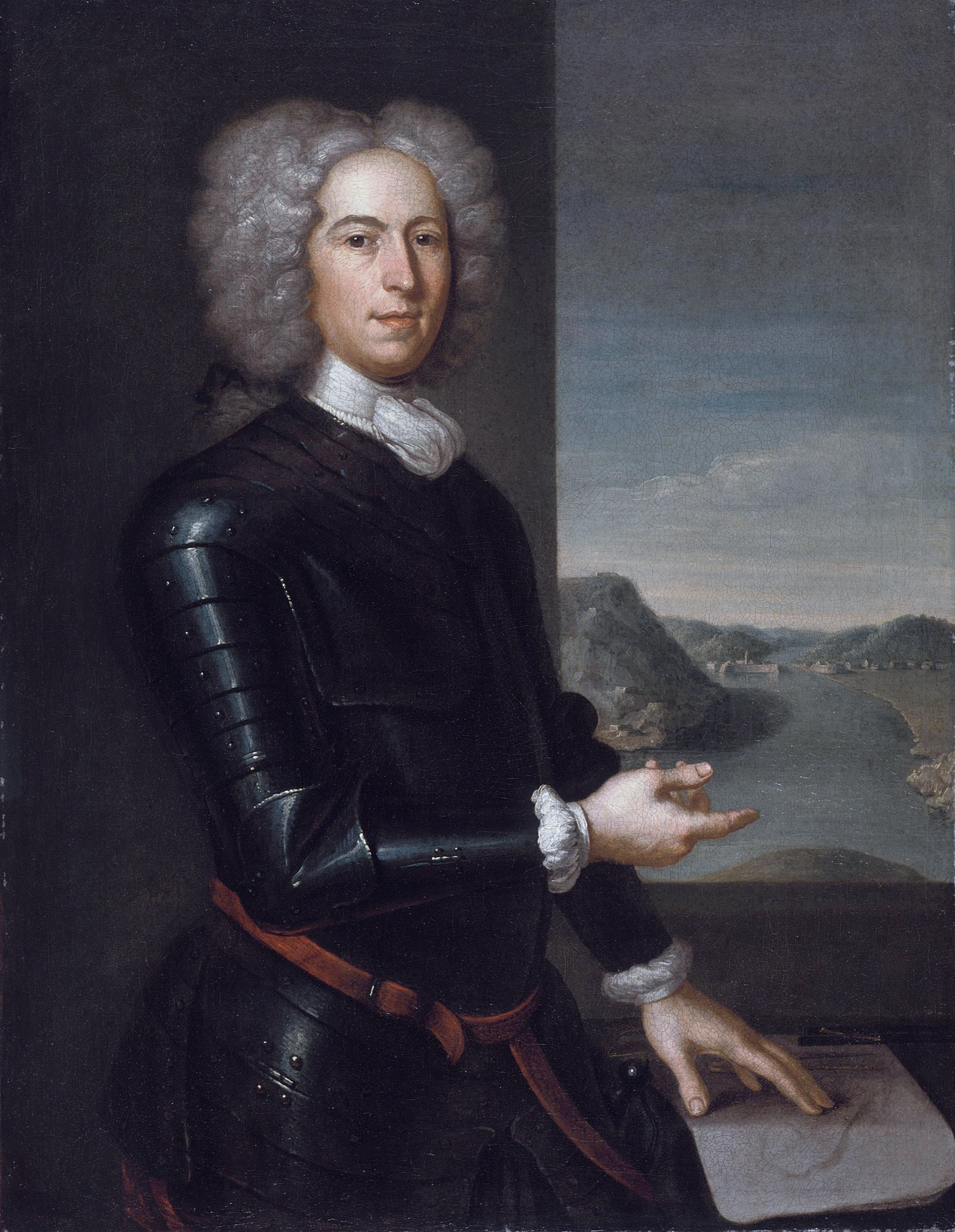
ノバスコシア副総督のポール・マスカレン

インディアンによる最初の攻撃の影響はあまりなかった。その後デュヴィヴィエもインディアンを含む軍勢を率いてアナポリスに到着したデュヴィヴィエは9月9日まで待ってから包囲を始めた。フランスとインディアンの同盟軍が砲撃を行い、9月15日になって、デュヴィヴィエは再びイギリスに降伏を求めたが拒否された。9月25日にイギリス人軍曹が戦死して、兵士が一人負傷した 。デュヴィヴィエは、イギリス方の指揮官で副総督のポール・マスカレンと、休戦に関しての談判をたびたび行い、自分たちには艦隊がついている、今降伏すれば会戦を回避できるとマスカレンに言ったが、マスカレンはその誘いには乗らなかった。マスカレンは抜け目がなく、実践的で、勇気があり、フランス相手に効果的で大胆な防御を敷いた。
包囲戦の間中、デュヴィヴィエは救援のフランス艦隊を待っていた。9月26日、艦隊がやって来たが、これはイギリスの艦隊であり、ニューイングランドのジョン・ゴラムの猟兵隊を乗せていたこの、7月に続く2度目の艦隊到着のおかげで、砦の駐屯隊は270人にもなった。また、この艦隊はマスカレンにとっても大きな力になった
数日後、ゴラムはインディアンの猟兵を率いて、近くのミクマク族の野営に奇襲をかけ、女子供を殺して、その手足を切断した。ミクマク族はこのため包囲戦から撤退し、10月2日にはルイブールからミシェル・ド・ガンヌ・ド・フレーズがやって来て、デュヴィヴィエに、フランス海軍の艦隊は動いていないことを知らせ、冬の宿営のために兵を引き上げるように言った。デュヴィヴィエは撤退を渋ったが、結局、ノバスコシアからあたふたと兵を引き上げた。この時、デュヴィヴィエはこう書いている。「これは移動だ、撤退ではない」。（その翌年、ミクマク族はゴラムの猟兵たちに報復として拷問をかけた）
ルイブールに戻ったデュヴィヴィエは、ロワイヤル島総督のジャン＝バティスト＝ルイ・ル・プレヴォ・デュケネルが10月9日に亡くなって、おじに当たるルイ・デユポン・デュシャンボン・ド・ヴェルゴが総督に就任しているのに気付いた。
この包囲戦により、フランス軍は、アナポリスロイヤルの攻撃には、大砲とカノン砲が必要であること、兵士を危険にさらしても得るものはほとんどないことをさとった。フランスが包囲戦で成功するには、陸軍を支援するだけの海軍の力が必要だった。また、イギリスに反抗するアカディア人の数頼みではいけないことをも悟った 。
この包囲戦でデュヴィヴィエは、戦略面そして心理面で優位だったにもかかわらず、和解に持ち込もうとしていたとも言われる。これには、ロワイヤル島総督のデュケネルが病身であり、ルイブールからの命令が今一つはっきりしなかったせいもあると言われている。
1744年10月22日、マサチューセッツはミクマク族に対して正式に宣戦布告をした。ミクマク族のすべての男女、子供の首に賞金が懸けられた。